# Rebecca Heyliger
Rebecca Heyliger (Hamilton, 24 de novembro de 1992) é uma nadadora bermudenha.

## Carreira

### Rio 2016
Heyliger competiu nos 50 m livre feminino nos Jogos Olímpicos de Verão de 2016, sendo eliminada nas eliminatórias.